# Церква святої Софії (Охрид)

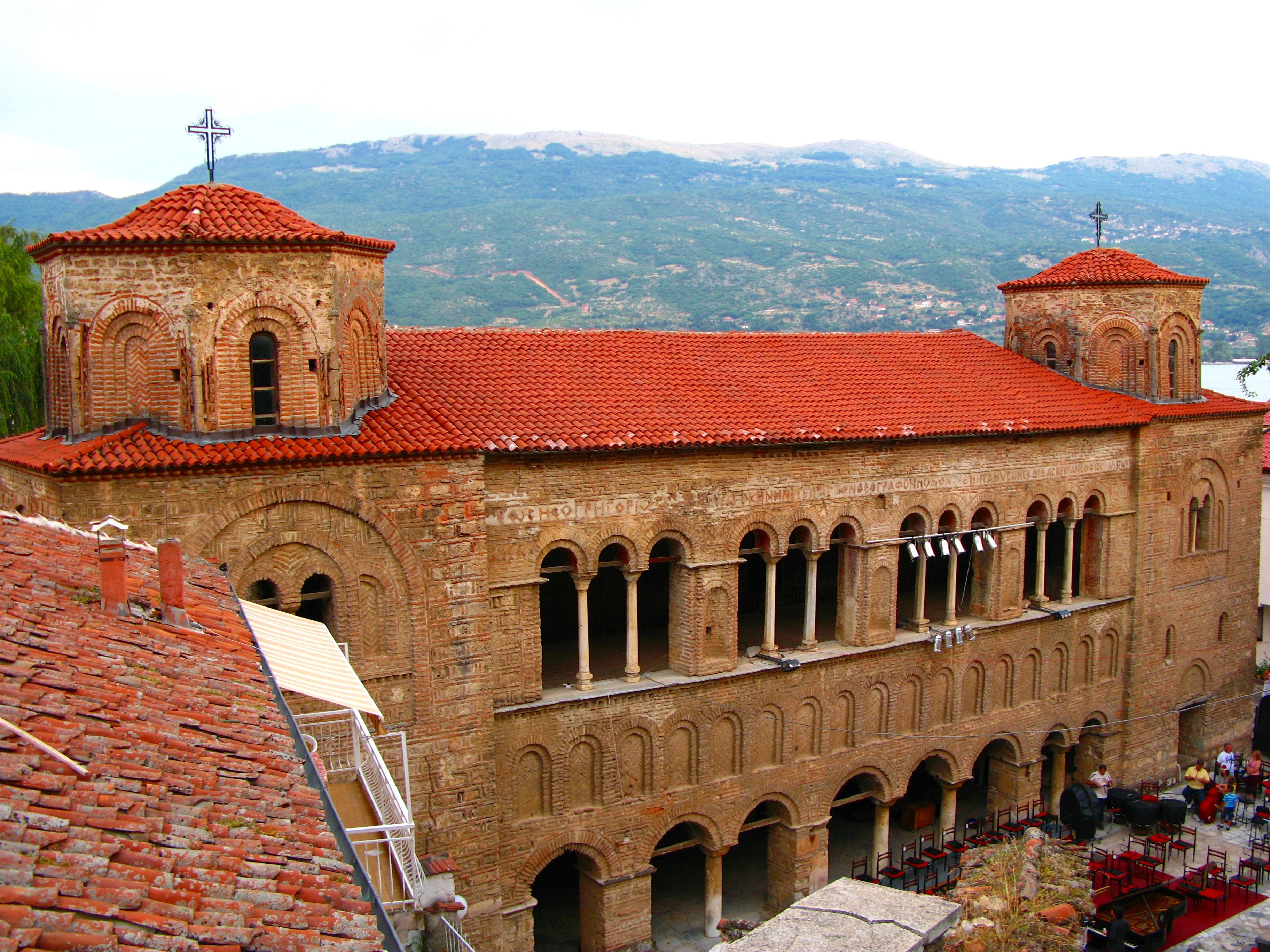
Церква святої Софії в Охриді

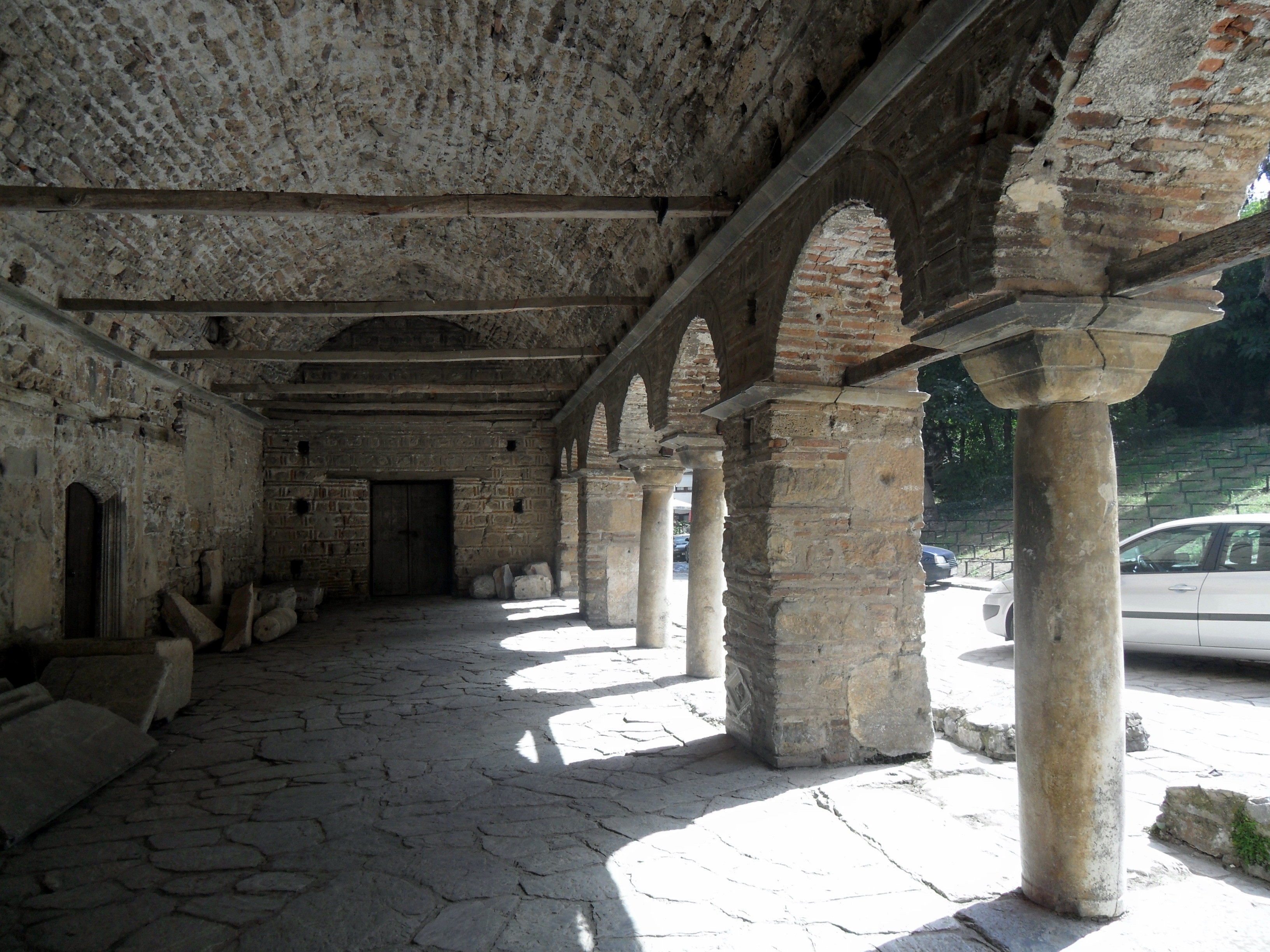
Галерея першого поверху. Церква Св. Софії, місто Охрид.

Церква святої Софії в Охриді — одна з найважливіших пам'яток Північної Македонії, що з'явилась в XI столітті. Початково це був кафедральний собор болгарських архієпископів Охрида, в період правління Османської — мечеть. Усередині храму збереглися фрески XI-XIII століття. Церква зображена на банкноті 1000 македонських денарів.

## Галерея розкритих фресок

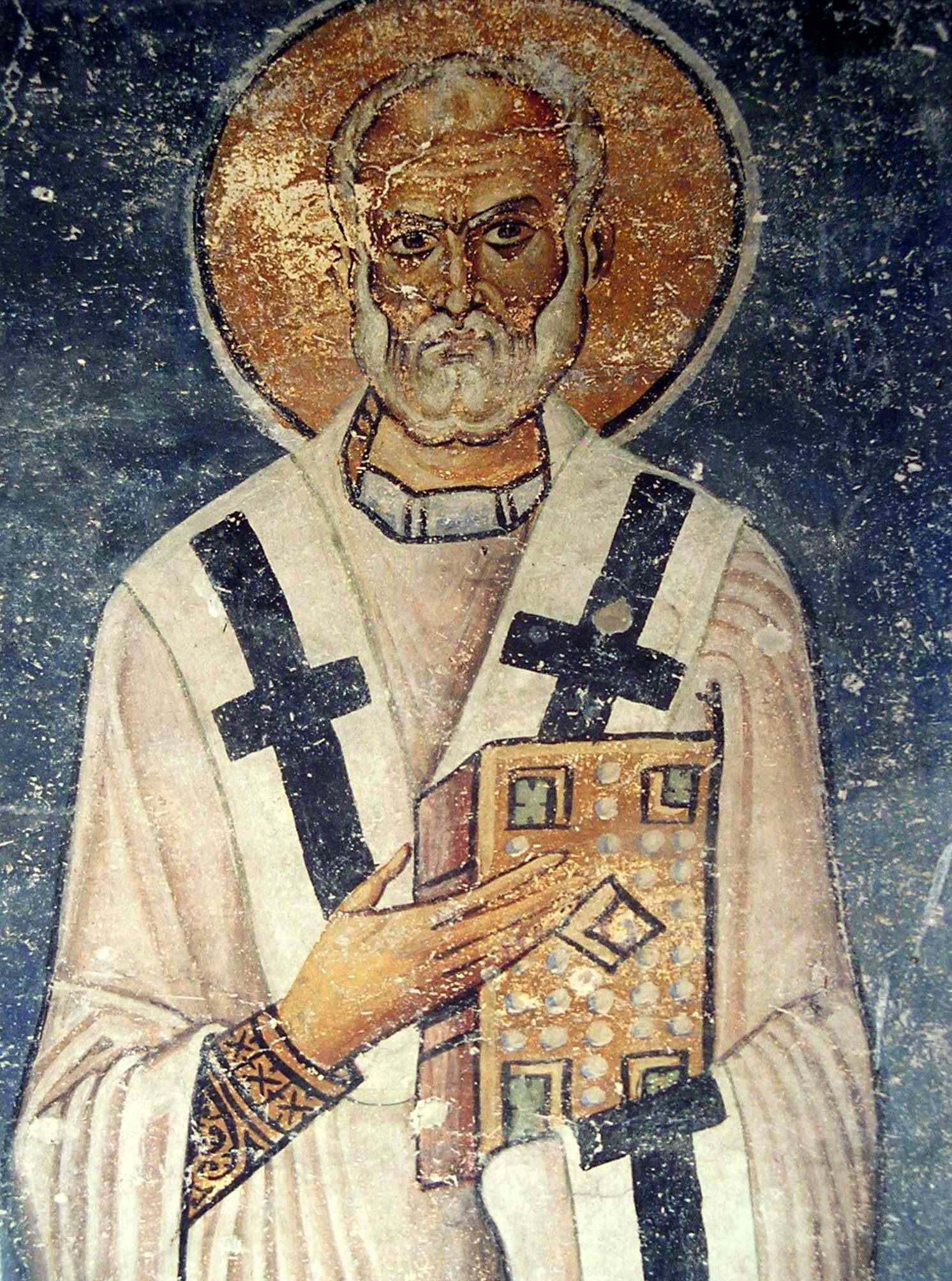
Фреска в соборі св. Софії, місто Охрид. Північна Македонія
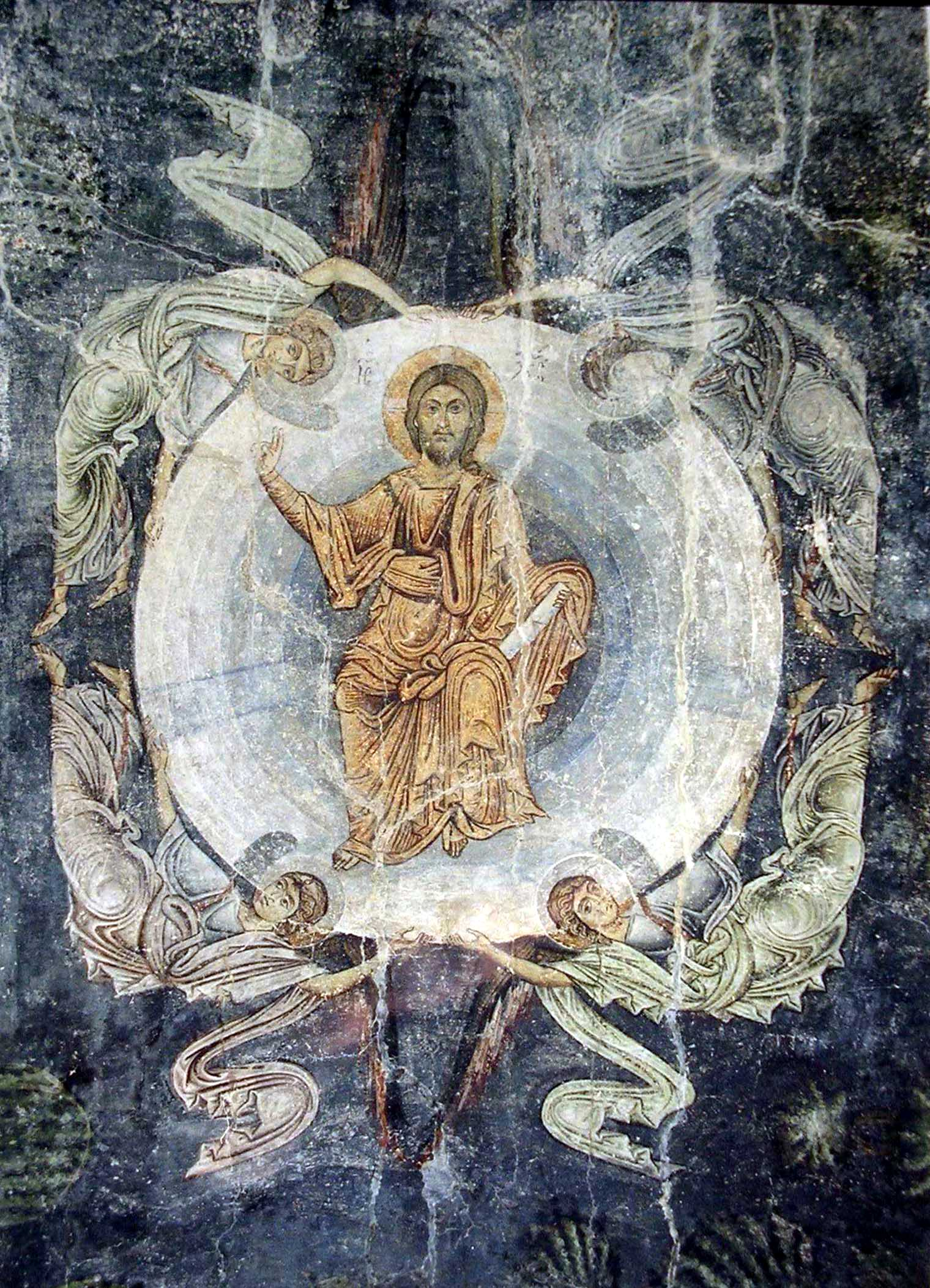
«Воскресіння Христа»Розкрита фреска в соборі св. Софії, місто Охрид.
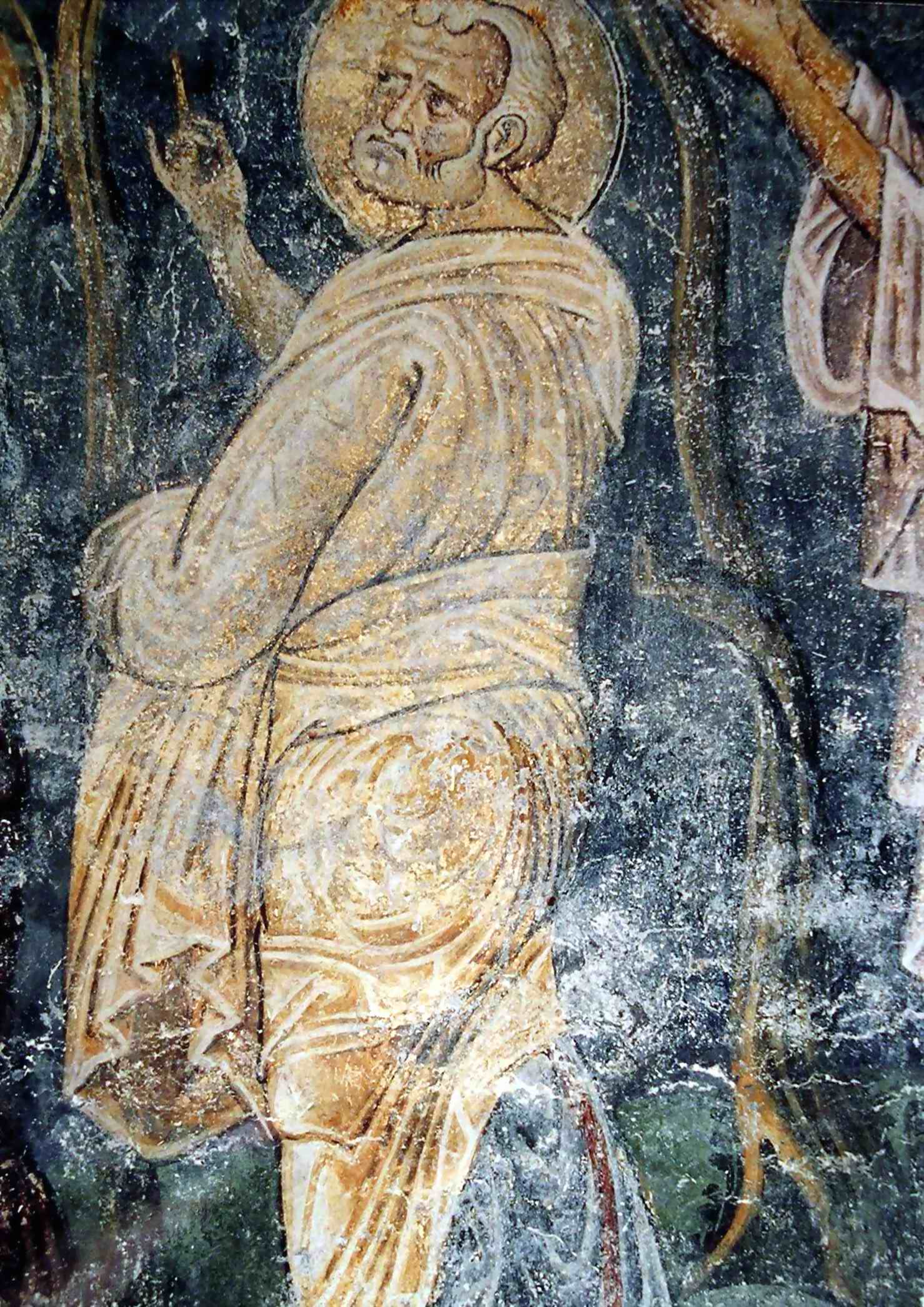
Розкрита фреска в соборі св. Софії, місто Охрид.
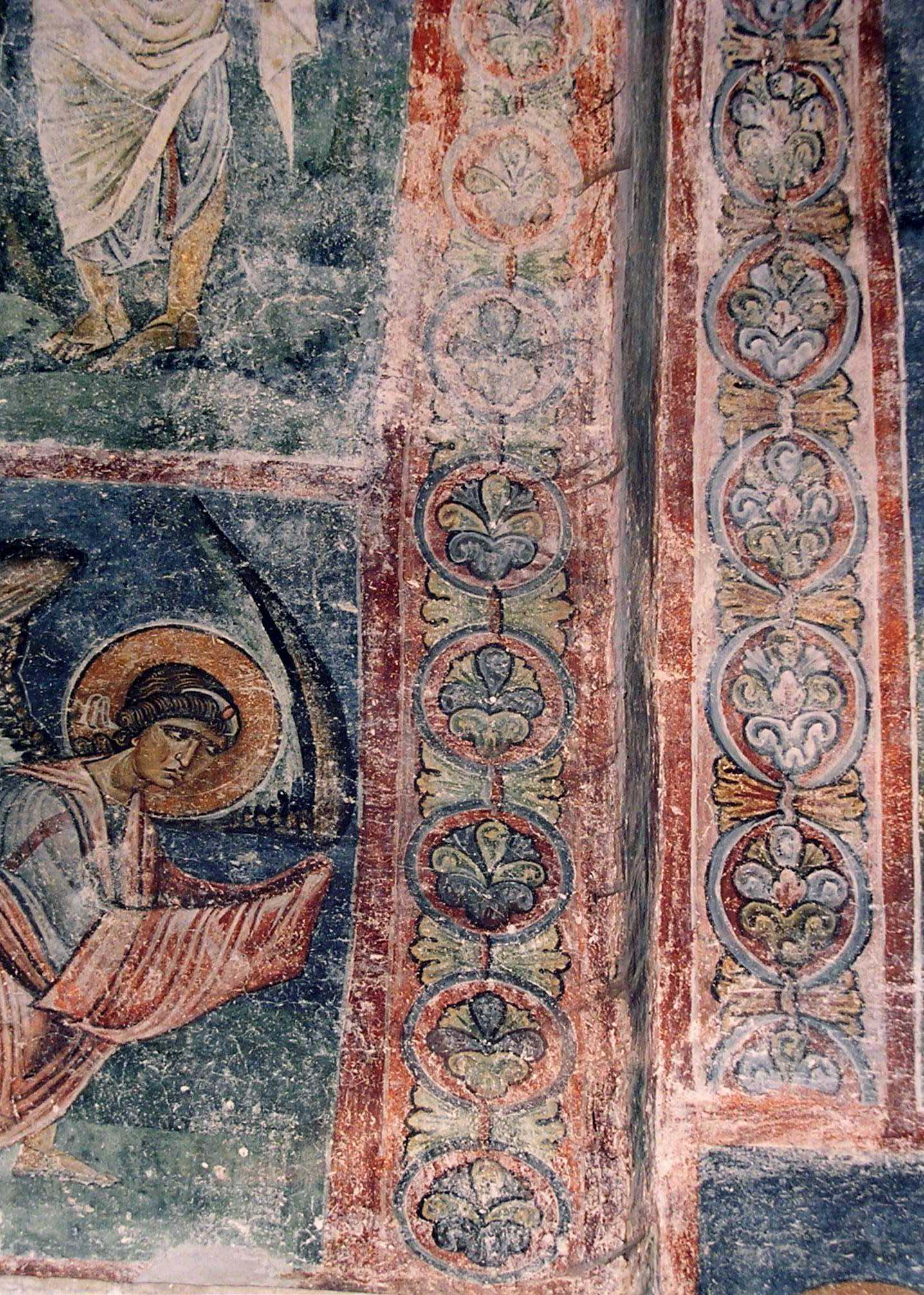
Смуги з орнаментами, собор св. Софії, місто Охрид. Північна Македонія

## Архітектура споруди

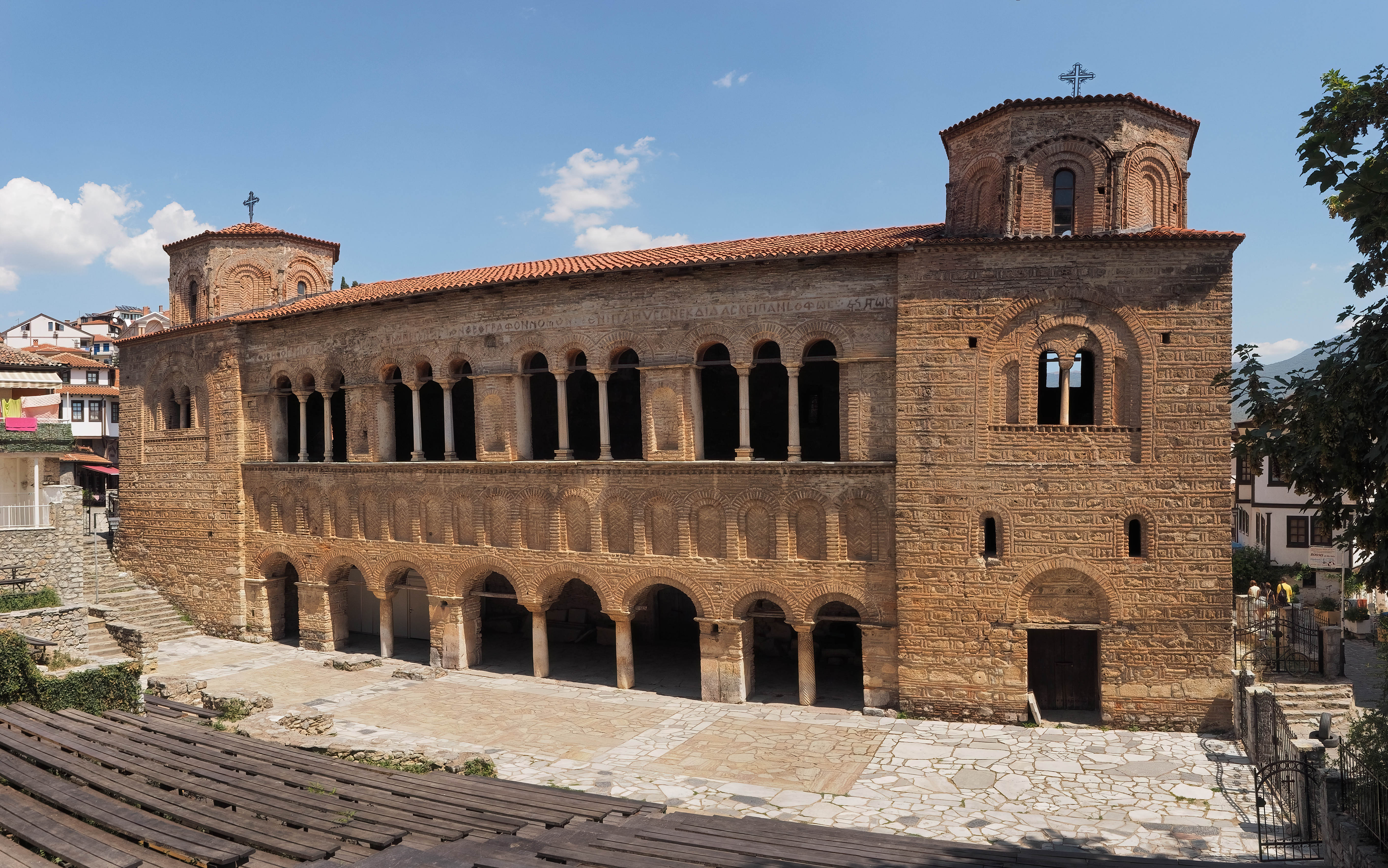
Південний фасад церкви з двома галереями
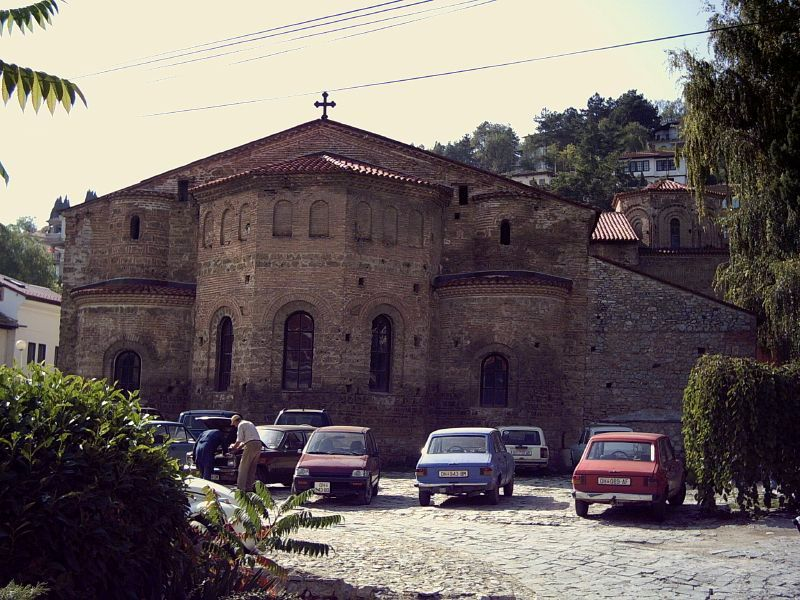
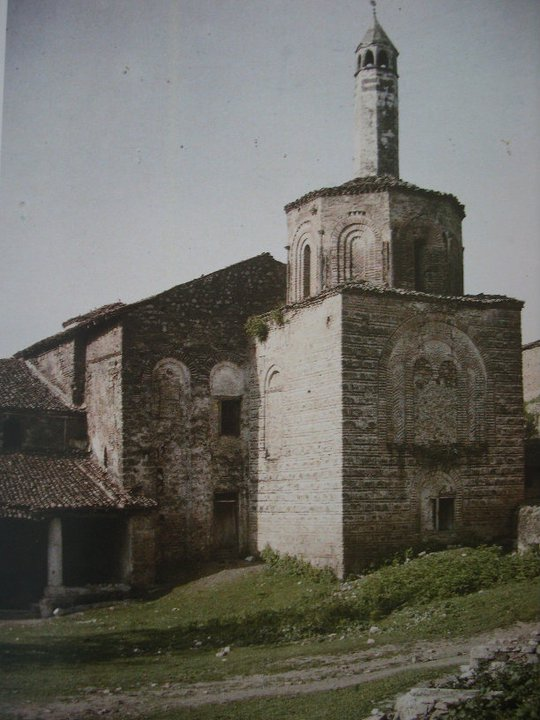
Мінарет на церкві, перетвореній на мечеть в добу турків-османів
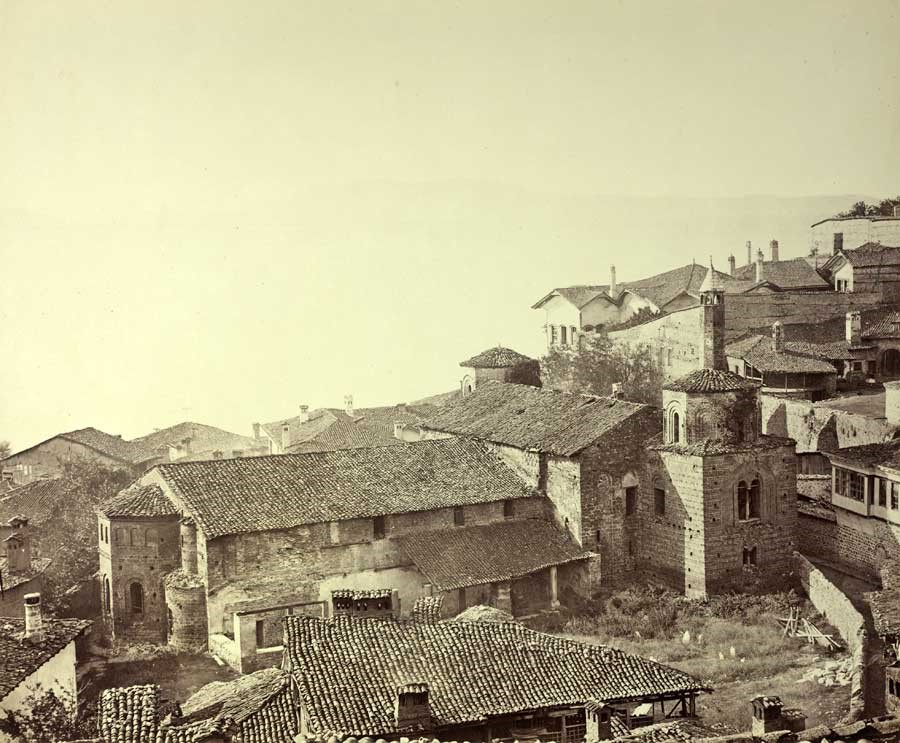
Фото споруди 1863 року.
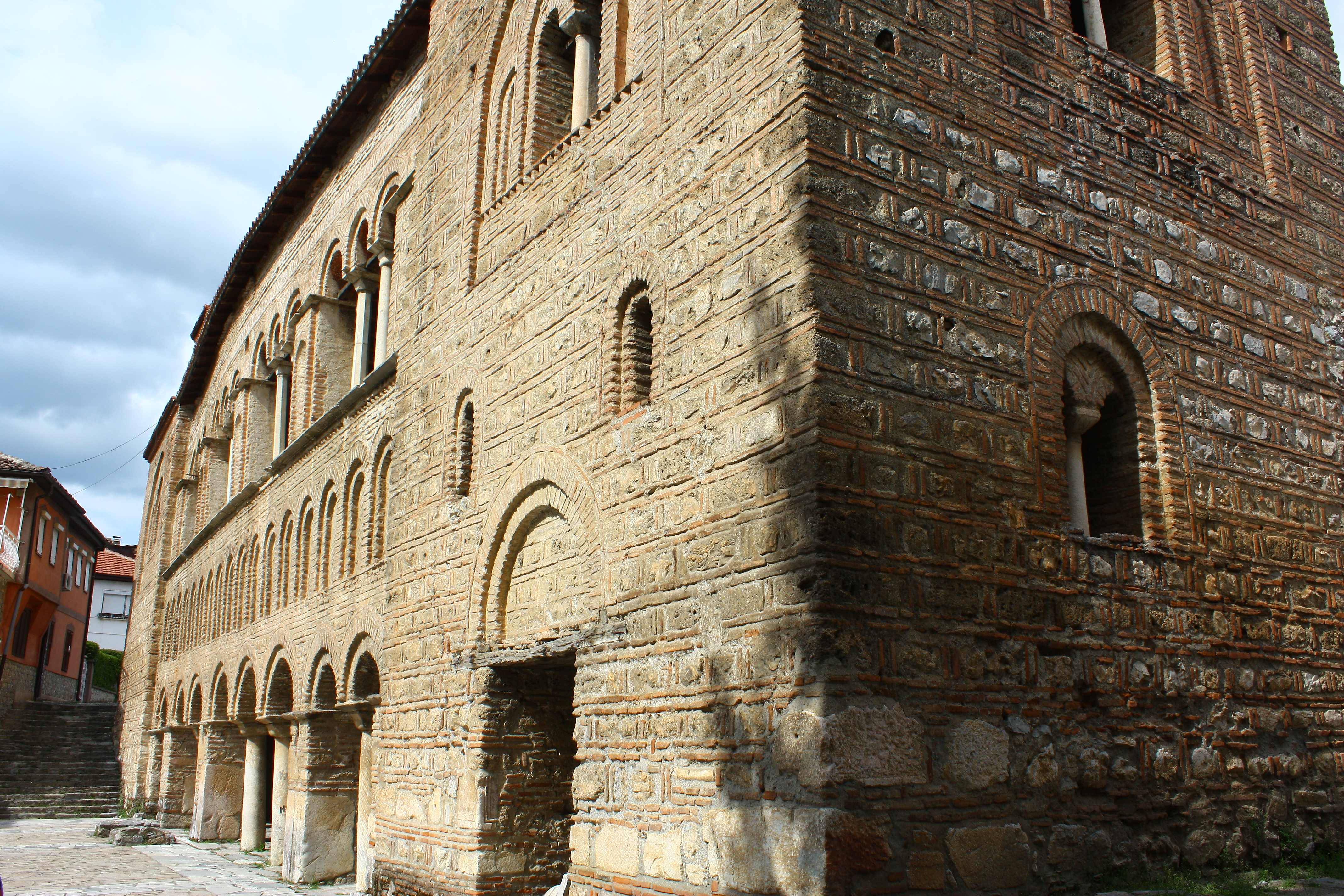
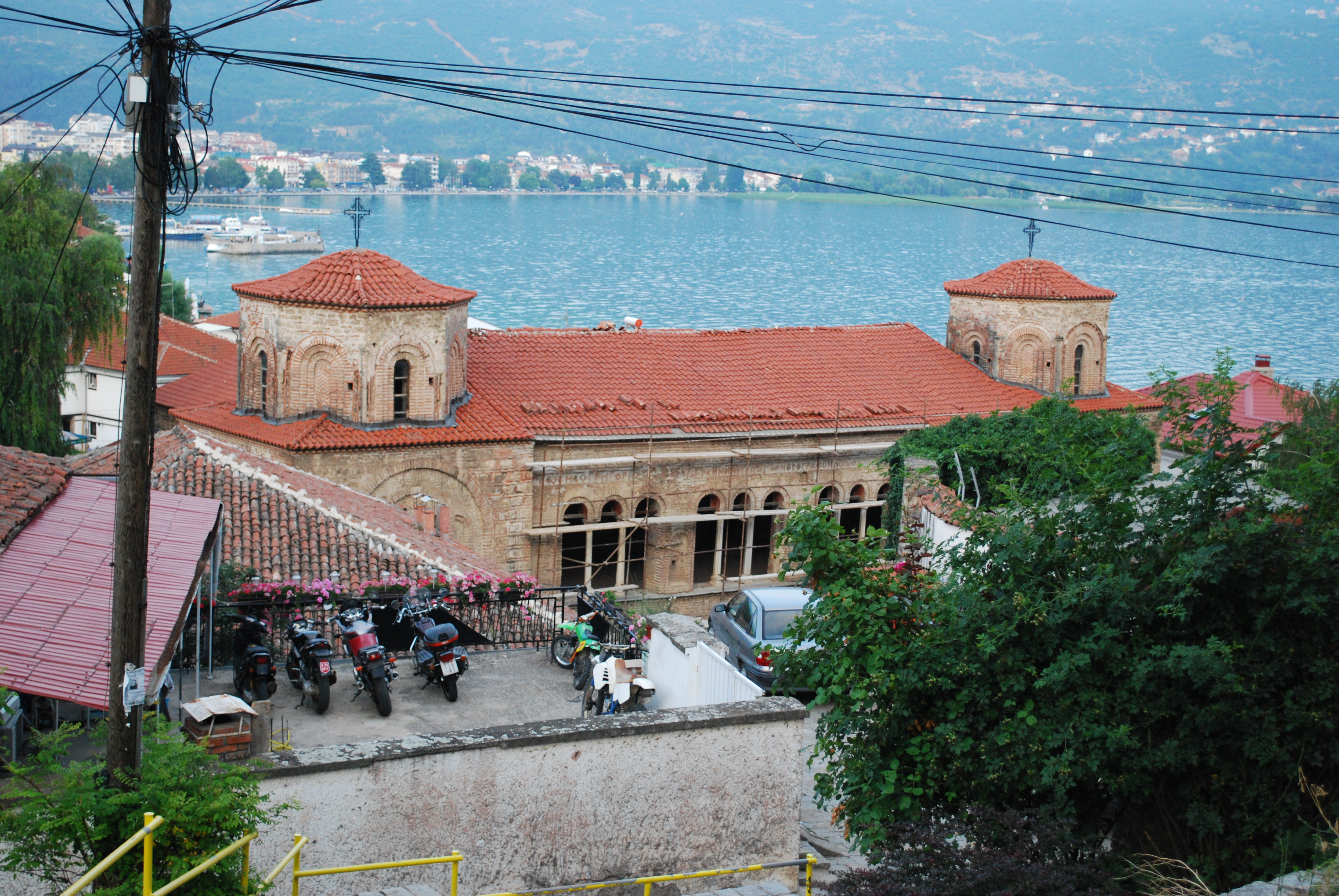
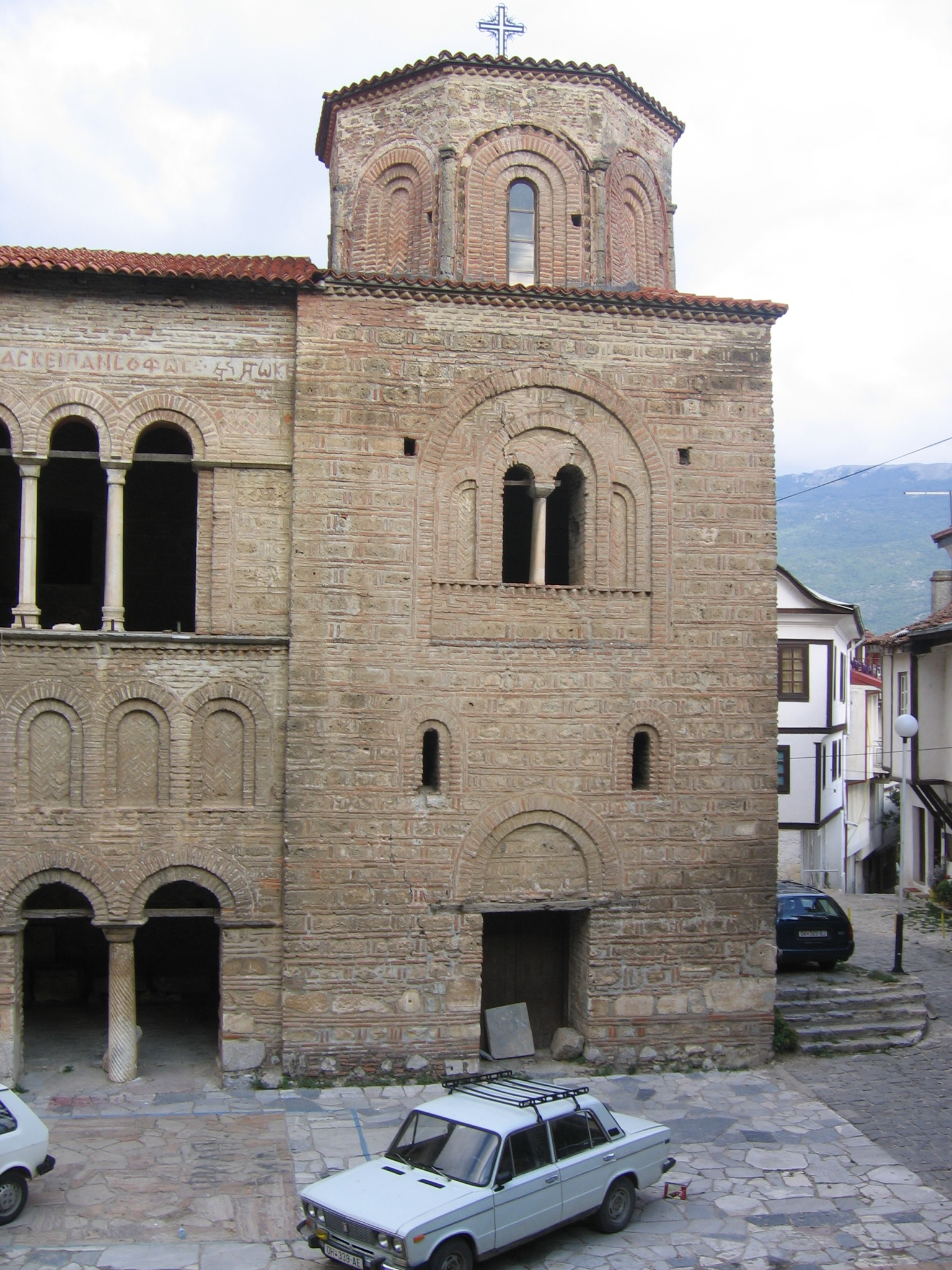
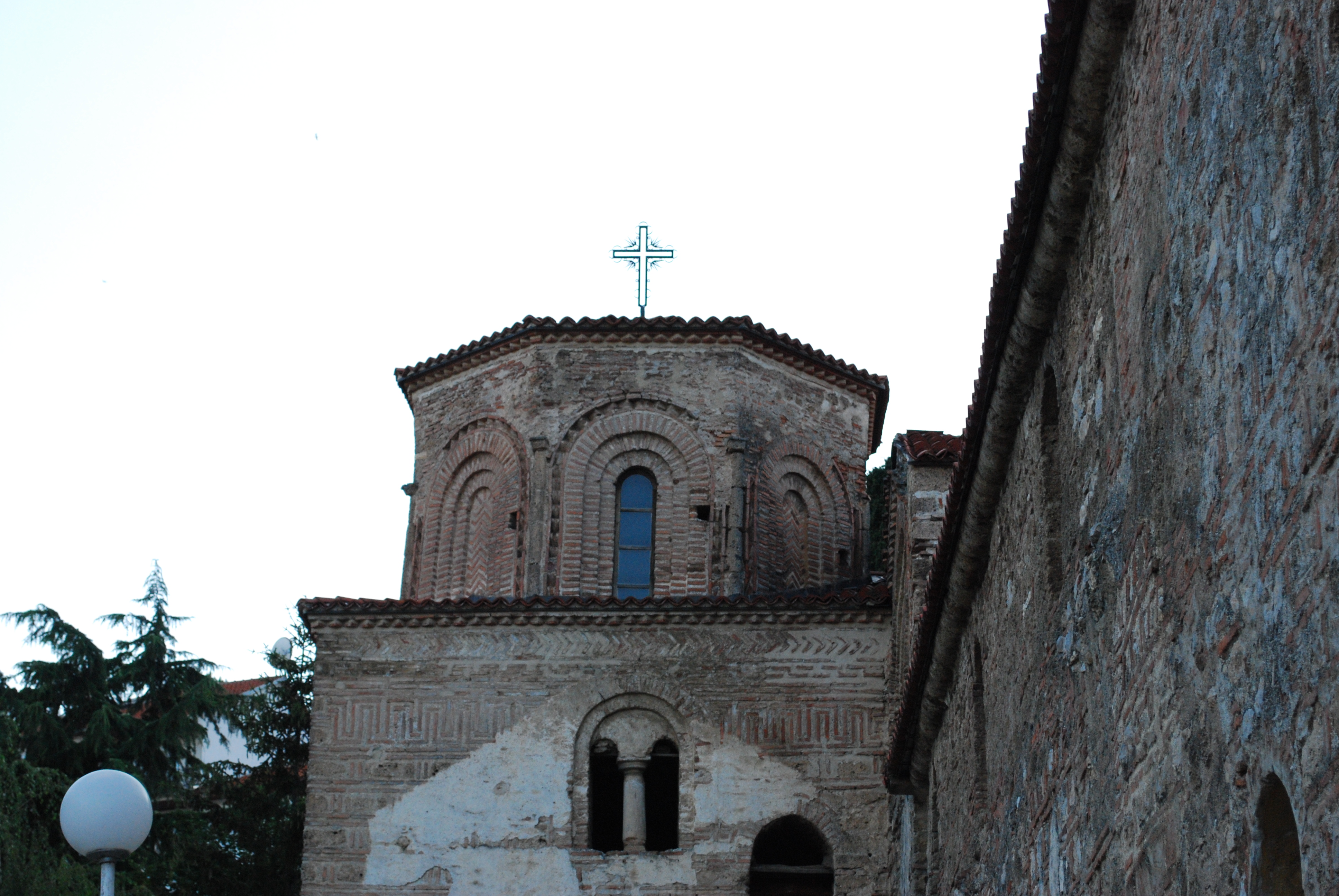